# Pliːzのオールナイトニッポン
- プリィーズのオールナイトニッポン
- プリーズのオールナイトニッポン

Pliːzのオールナイトニッポン（プリィーズのオールナイトニッポン）は、ニッポン放送制作の深夜番組『オールナイトニッポン』の金曜2部（毎週金曜日27:00 - 29:00）で1988年7月1日から1989年9月29日まで放送されていたラジオ番組。パーソナリティはロックバンドのPliːz（今西一晃、塚本俊彦、野中則夫、堀川篤一、鈴木英利、柳和秀）。

## 概要
1988年7月1日にスタートした時点では、Pliːzは20日後の7月21日にシングル『せつなさI・N・G』でメジャーデビューを控えていた状態であり、本番組はPliːzのメジャーデビュー直前の頃から放送を開始していた番組である。基本的にはメンバー全員が出演しての放送だった。
奈良県出身者（今西、塚本）などメンバーは主に関西地方出身であり、「関西弁まる出しの深夜放送」と紹介され、「お笑い芸人のようなノリ」という評があったり、「最初は（前番組）『久本雅美のオールナイトニッポン』に続くお笑い路線で来たなと思った」というリスナーの声もあった。ただお笑い要素だけではなく、世間的な真面目な話題を取り上げてトークをしていたこともあった。
本番組のオープニングテーマ曲は、REOスピードワゴンのアルバム『Hi Infidelity』収録曲『涙のレター』。
本番組中の各コーナーは、いつの間にか始まっていつの間にか終わっていたと言われたほど入れ替わりが多かった。
1988年11月11日の放送では、翌日11月12日に初出演が決まった『オールナイトフジ』（フジテレビ）の中で「リーダーの今西が鼻をつまんだら、他の五人は頭をかくというパフォーマンスをする」と約束し「これが出来なかったら来週は全員パンツ一枚で放送する」と宣言したが、結局初出演で緊張したこともあってこれが出来ずに終わり、約束通り翌週11月18日の放送は全員パンツ一枚で放送を行った。
1989年9月29日深夜放送の最終回は『オールナイトニッポン卒業記念 FINAL LIVE』と銘打ち、観覧募集に当選したリスナー50人を招待し、Pliːzの音楽ライブを交えた生放送。後述の「出前ライブ」「君も作詞家」各コーナーから生まれた曲も演奏された。観覧募集の選考に漏れたリスナーの中には、この時にニッポン放送の玄関前に駆け付けていた人もおり、そのリスナーたちのために「玄関前中継」も行われた。また「心の扉」コーナーで共演していた当時ニッポン放送アナウンサーの桜庭亮平も生放送に駆け付けた。そしてエンディング前のラストメッセージの時だけはメンバー全員、いつも放送をしている「ブルースカイスタジオ」に戻り、ラストを迎えた。

## 主なコーナー・企画
出前ライブ（一丁目ライブ）
- Pliːzのメンバーが依頼された場所に直接出向いて“出前ライブ”を行っていたコーナー。リスナーからメンバーにライブに来て欲しい場所（自宅も可）を募集。第一回目は東京都内の銭湯『浜の湯』の女湯に楽器、機材を入れて男性を含むリスナー約200人を集めてライブを開催、銭湯に売ってる飲料「パンピー」を飲んで「パンピー合唱団」を名乗りながら、この浜の湯のために作った「浜の湯の歌」などを披露[7][6][5][2]。第二回目は『出前スクールジャック』と称して当時既に廃校が予定されていたという大阪府立島上高等学校[注釈 3]を救おうという意思の元で決行され、梅田バナナホールにて同高校の生徒、先生ら関係者を迎えて1988年12月27日に開催された[4]。

俺って小市民
- 当時、嘉門達夫と小倉久寛の曲『小市民』が話題になっていたことから生まれたコーナー。1988年中にスタートしたが、同年中に終了[6]。

なんだかな
- 街や自分の周りで見かけた変な人や変な言葉・発言、変な出来事などをリスナーから募集して紹介（1988年中に終了）[6]。

居留守番電話グランプリ
- 居留守で留守番電話のメッセージを演じるコーナー[6]。

助格ここ一番
- 1988年10月末頃よりスタート。TBSナショナル劇場の『水戸黄門』を視てリスナーが疑問に思ったこと、おかしく思ったことなどを募集、Pliːzのメンバーはビデオでその箇所をチェックしてトークしていた[6]。

君も作詞家
- リスナー作のユニークな歌詞を募集。このコーナーから『合成着色料の歌』など多くの歌が生まれた[2]。

家族の極芸
- リスナーが自分の家族や身内の中で、ずば抜けたすごい芸を持っているという人を紹介してもらっていたコーナー。“ウソネタ”も可とされていた[4]。

CM前の青春スケッチ
- このコーナーでは各メンバー１人ずつトーク。真面目になって話をしていたことが多かった[4]。

心の扉
- ラジオドラマ形式のコーナーで、何気ない日常会話の中に隠された心の中を暴くというコンセプト。「ヒューマン・ドキュメント・ドラマ」と言われていた。Pliːzのメンバーと当時のニッポン放送アナウンサー・桜庭亮平が共演[8]。

春だ!クラスだ!霊感変態しりとり
- リスナーが自分の学校のクラス単位で集まって、一人ずつ2本のネタ（放送禁止用語以外なら何でもあり）を書いて番組宛で送付。これをメンバーがクラス対抗で対決させて勝敗を決めた[9]。

もみじうらない
- 本番組のエンディング前に行われていたコーナー。メンバーの塚本俊彦（塚BON）が「ルネモミジダールもとつか」を名乗り、「助手のかえで」を名乗る構成作家の小林哲也[注釈 4]と一緒にニッポン放送の屋上に上がって、上半身裸になった塚本の背中を小林が平手で叩き、そこで背中に一番濃く浮き出た指が“ラッキーフィンガー”ということになっていた。なお、塚本が寒がらないと面白くないということで冬の時期のみ行われていた[4]。

番組１周年記念大ロゴ企画
- Pliːzは1989年8月21日（月曜日）に日本青年館で初のホールコンサートを行ったが、その際に青年館前のホールに上がる階段を、寄せられたはがきで作った「祝 Pliːz ANN」の文字で飾ろうということになり、これらの文字を作るためのはがきを募集（「祝」の字希望者ははがきの全面を赤く塗り、「Pliːz」「ANN」の字希望者は全面黒く塗って送付）。そして当日、階段はリスナーから寄せられた多くのはがきで作られたこれらの文字で飾られた。なお、この3日前の1989年8月18日には日本青年館から生放送を行った[8][10]。
他